# Salmas (circoscrizione elettorale)
La Circoscrizione di Salmas è un collegio elettorale iraniano istituito per l'elezione dell'Assemblea consultiva islamica. 

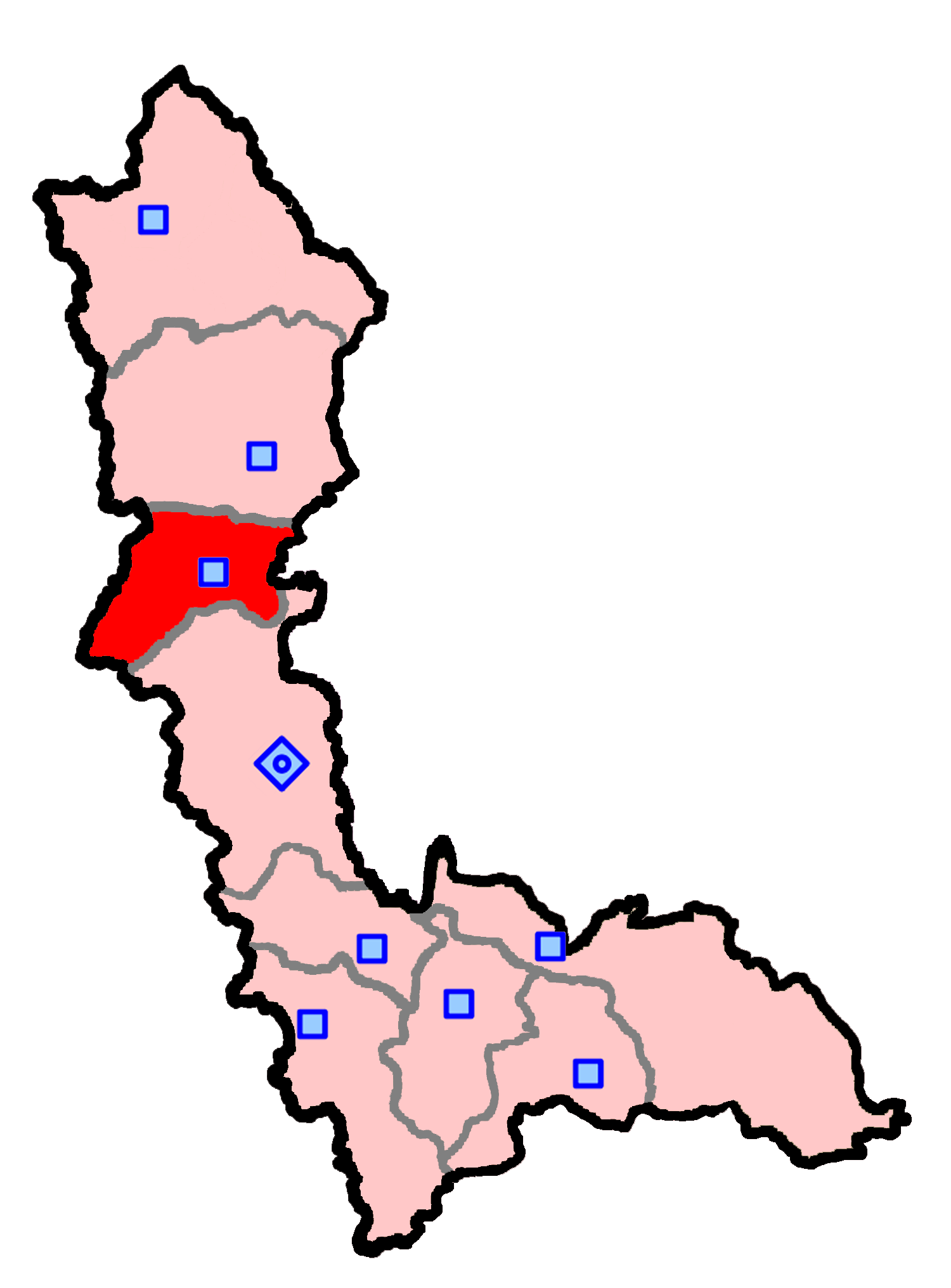
La circoscrizione di Salmas, all'interno dell'Azerbaigian Occidentale

## Elezioni
Aliakbar Aghaei Moghanjoei, appartenente al Partito della Moderazione e dello Sviluppo, ha rappresentato in parlamento la circoscrizione dal 28 maggio 2000 all'8 aprile 2015.
Alle Elezioni parlamentari in Iran del 2016 viene invece eletto con 16,463 voti al primo turno e 39,809 voti al ballottaggio Shahruz Barzegar.